# Гобленът на Чжуан
„Гобленът на Чжуан“ (на китайски: 幅僮锦) е китайски анимационен филм от 1959 година, създаден от „Шанхай Анимейшън Филм Студио“.

## Сюжет
Живеело преди много години едно семейство Чжуан, което изкарвало прехраната си сечейки дърва за огрев. Майката Танджа в продължение на три години, почти денонощно работела усърдно, за да изплете гоблен. Един ден над фамилната къща се развихрил мощен вятър и отнесъл гоблена. Кам Тонг, едно от децата на семейството, се престрашил да извърви пътя до опасните планини на Тибет и да върне гоблена обратно. Много малко от осмелилите се на такова пътешествие са успели да оцелеят в мрачните пещери на планината.

## Номинации
- Филмът е номиниран за голямата награда на Международният кинофестивал в Карлови Вари, Чехия през 1960 година.